# Марія Юліянті
Марія Юліянті (індонез. Maria Yulianti; нар. 25 червня 1985) — індонезійська бадмінтоністка, олімпійська медалістка.

## Виступи на Олімпіадах
| Олімпіада  | Дисципліна       | Місце |
| ---------- | ---------------- | ----- |
| Пекін 2008 | одиночний розряд | 3     |